# Montpelier (Idaho)
Pour les articles homonymes, voir Montpelier (homonymie).
Montpelier est une ville du comté de Bear Lake dans l'État américain de l'Idaho.
La ville a été fondée en 1863 par des Mormons.
La population était de 2 597 habitants au recensement de 2010.

## Démographie
| 1870 | 1880 | 1890  | 1900  | 1910  | 1920  |
| ---- | ---- | ----- | ----- | ----- | ----- |
| 120  | 546  | 1 174 | 1 444 | 1 924 | 2 984 |

| 1930  | 1940  | 1950  | 1960  | 1970  | 1980  |
| ----- | ----- | ----- | ----- | ----- | ----- |
| 2 436 | 2 824 | 2 682 | 3 146 | 2 604 | 3 107 |

| 1990  | 2000  | 2010  | - | - | - |
| ----- | ----- | ----- | - | - | - |
| 2 656 | 2 785 | 2 597 | - | - | - |